# Бачелдер, Миртл
Миртл Клэр Бачелдер (англ. Myrtle Claire Bachelder; 13 марта 1908 — 22 мая 1997) — американская военнослужащая Женского корпуса и химик, известная своей работой над атомной бомбой в рамках Манхэттенского проекта и участием в развитии технологии очистки редкоземельных элементов.

## Детство и юность
Бачелдер родилась в городе Ориндж, в штате Массачусетс. В 1930 году она получила диплом бакалавра наук из Миддлбери-колледжа, после чего устроилась на работу учительницей естественных наук и спортивным тренером в Саут-Хэдли-Фоллс. Позже получила диплом магистра педагогики в Бостонском университете.

## Работа над атомной бомбой
В ноябре 1942 года, во время Второй мировой войны, Бачелдер записалась в Женский армейский корпус в спрингфилдской штаб-квартире. После завершения военной подготовки на нескольких базах в разных штатах США она получила приказ о направлении на Манхэттенский проект в инженерные войска. Ей было тайно предписано возглавить группу из 15—20 женщин из Женского корпуса, дислоцированных в Де-Мойне, а затем попасть с ними в Санта-Фе. Бачелдер вместе со своими подчинёнными прибыла в Лос-Аламос 21 октября 1943 года.
«Манхэттеном» называлась секретная программа США по созданию ядерного оружия, а лаборатория, работавшая над ней, была расположена в пустыне. В лаборатории Бачелдер была ответственна за анализ результатов спектроскопии изотопов урана. Из-за того, что изотоп уран-235 способен поддерживать самопроизвольную цепную ядерную реакцию, а уран-238 — нет, для осуществления испытаний требовалось убедиться в чистоте урана, эту работу выполняла Бачелдер.

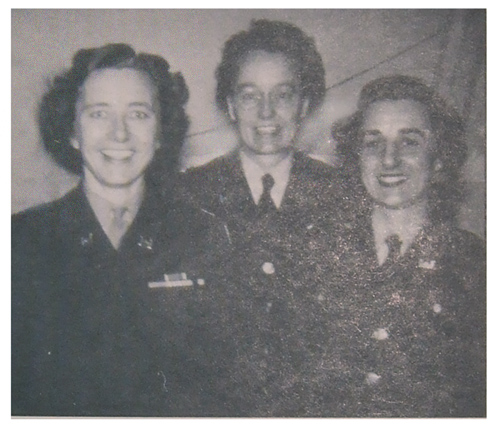
Бачелдер (в центре) в Лос-Аламосе с капитаном Арлин Шнайденхельм, директором Манхэттенского отделений Женского корпуса, и первым лейтенантом Маргерит Каррерой, 1946 год

Очистка требовалась и для приготовления плутония-239, использовавшегося в испытании «Тринити» 16 июля 1945 года. Аналогичные методики применяли для создания уранового оружия под кодовым названием «Малыш», сброшенного на Хиросиму 6 августа 1945 года, а также для плутониевой бомбы, сброшенной на Нагасаки 9 августа.
Руководителем программы был Роберт Оппенгеймер, которого Бачелдер описывала следующим образом:

«Человек карандаша и бумаги», погружённый в физическую теорию. Он был несколько поражён лабораторной техникой в Лос-Аламосе. Бачелдер вспоминала, что Оппенгеймер как-то раз встал перед одним из самых важных и дорогостоящих инструментов в её лаборатории и начал нажимать кнопки в случайном порядке… Он спросил: «А что эта кнопка делает?» и нажал её… Он бы мог сломать прибор, если бы его не удалось убедить оставить машину в покое.
Оригинальный текст (англ.)A "pencil and paper man", immersed in physics theory, who was more than a little amazed by the Los Alamos lab machinery. Bachelder recalled Oppenheimer standing in front of her lab's most important and expensive instrument punching buttons at random ... He asked "What does this do?" Then he'd punch another button ... He might have wrecked the machine if he hadn't finally been persuaded to leave it alone
— "Los Alamos Aide Recalls Dawn of Atomic Age". Brett Staples, Chicago Sun-Times, November 19, 1984.
Бачелдер считала, что её участие в программе по созданию атомной бомбы и последующее использование ядерного оружия против Японии оправданно, так как это помогло окончить Вторую мировую войну, а также по причине сохранения большего количества жизней, чем в случае наземной операции в Японии. Позже, в период переговоров об ограничении стратегических вооружений, Бачелдер сообщила, что она поддерживает ограничение ядерного оружия, однако:

Противники ядерного вооружения не должны поддаваться соблазну вырвать создание бомбы в 1940-е из исторического контекста — «Нельзя выхватить событие из своего времени, перенести в 1980-е и потом осудить».
Оригинальный текст (англ.)Opponents of nuclear weapons should resist the urge to take the 1940s bomb-building effort out of its proper historical context — "One cannot pull that activity out of that time, set it down in the 1980s, and pass judgement
— "Los Alamos Aide Recalls Dawn of Atomic Age". Brett Staples, Chicago Sun-Times, November 19, 1984.

## Работа с ядерной энергетикой
После Второй мировой войны началось изучение потенциала мирного использования ядерной энергии. Бачелдер вместе с другими учёными высказывалась против законопроекта Мэй-Джонсона, поданного в Конгресс в октябре 1945 года. Законопроект был создан Временной комиссией по атомной энергетике, которая бы и осуществляла военный контроль над ядерной энергией и исследованиями в области ядерной физики. Конгресс отклонил данный законопроект, позже был принят Закон об атомной энергии 1946 года ("Закон Макмэхона), а в январе 1947 года новосозданная Комиссия по атомной энергии США одобрила рассекречивание 270 документов, ранее имевших гриф секретности, в том числе описывающих открытия в области рентгеновского излучения и очищения урановой руды, сделанные Бачелдер во время войны. В то же время были отмечены редкие для той эпохи достижения Бачелдер как женщины-учёного.

## Научная работа и дальнейшая карьера
После увольнения из армии Бачелдер стала химиком-исследователем в Чикагском университете, где в 1942 году была получена первая самоподдерживающаяся цепная ядерная реакция. Нобелевский лауреат Джеймс Франк возглавлял Химический отдел Металлургической лаборатории университета во время ранних этапов Манхэттенского проекта. Бачелдер устроилась в университетский Институт металловедения (в 1967 году получивший название Институт Джеймса Франка), где в дальнейшем занималась химией металлов.
Среди достижений Бачелдер на этой должности — разработка методов очистки редкоземельных элементов, теллура и индия. Также её труды стали полезны в сфере подводной археологии: Бачелдер выяснила химический состав бронзовых пушек, найденных на затонувших в Эгейском море кораблях. Другая область, с которой столкнулась Бачелдер — астрохимия, по просьбе НАСА она проанализировала образцы лунного грунта, собранного во время миссий Аполлонов в 1969—1972 годах.
Бачелдер ушла на пенсию в 1973 году и стала активной участницей Американской ассоциации пенсионеров. Она умерла в Чикаго 22 мая 1997 года.